# Vielle-Saint-Girons
Vielle-Saint-Girons (trong tiếng gascon "Viela-Sent Gironç")là một xã, thuộc tỉnh Landes trong vùng Nouvelle-Aquitaine. Xã này có diện tích 72,03 km², dân số năm 2006 là 1094 người. Xã này nằm ở khu vực có độ cao trung bình 20 mét trên mực nước biển.

## Biến động dân số
| 1962                                         | 1968 | 1975 | 1982 | 1990 | 1999  | 2006  |
| -------------------------------------------- | ---- | ---- | ---- | ---- | ----- | ----- |
| 801                                          | 864  | 863  | 824  | 859  | 1 026 | 1 094 |
| Số liệu từ năm 1962, dân số không tính trùng |      |      |      |      |       |       |